# National Cash Register

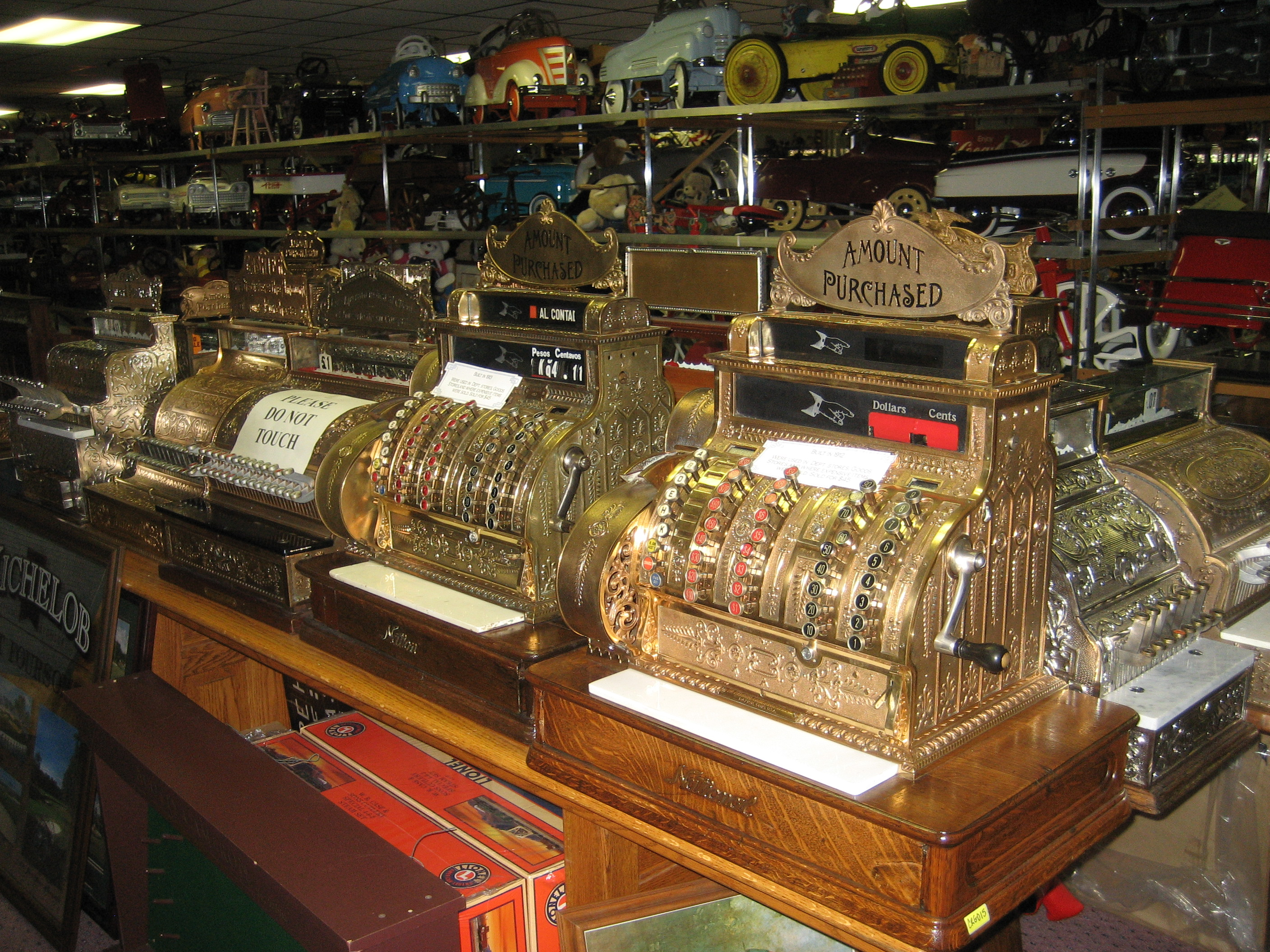
Antieke kassa's van NCR

National Cash Register (afgekort NCR) is een bedrijf uit de Verenigde Staten, begonnen als fabrikant van kassa's. NCR werd opgericht in 1884 door John H. Patterson. NCR had een aantal primeurs, waaronder de eerste door een elektromotor aangedreven kassa, in 1906.
In 1952 werd het bedrijf CRC (Computer Research Corporation) opgekocht, een bedrijf dat computers maakte voor de luchtvaart. In de jaren 70 was NCR een belangrijke fabrikant van mainframe-computers, waaronder de NCR 8500, een computer qua verwerkingskracht vergelijkbaar met tijdgenoot 360 van IBM.
NCR werd in 1991 door AT&T gekocht voor 7,4 miljard dollar; in datzelfde jaar werd ook Teradata gekocht. In 1994 werd het bedrijfsonderdeel dat NCR en Teradata bevatte, hernoemd in AT&T Global Information Solutions (GIS), maar in 1995 stootte AT&T het weer af. In 1996 koos men voor de oude naam NCR en op 1 januari 1997 was NCR weer een zelfstandig bedrijf.
NCR heeft in Nieuwegein een vestiging gehad die initieel modems en encryptie-apparatuur ontwikkelde om de eerste bankterminals en pinautomaten via data- en telefonienetwerken op elkaar aan te sluiten. Begin jaren negentig werden hier de eerste draadloze netwerkproducten gemaakt en werd, samen met andere partijen, de eerste versie van de IEEE 802.11-specificatie (1997) of wifi ontwikkeld. Hierbij was de Nederlander Cees Links nauw betrokken. Hij is de ontwikkelaar van ZigBee.
In 2007 stootte NCR de Teradata-divisie af, waarna Teradata een zelfstandig internationaal bedrijfsvoering uitoefende. De totale omzet van NCR daalde met zo'n 50%.